# ダークシティ
『ダークシティ』（原題：Dark City）は、1998年に公開されたアメリカ合衆国とオーストラリアの合作によるSFスリラー映画である。

## 概要
『アイ,ロボット』などで知られるオーストラリア出身のアレックス・プロヤスが監督したSF映画である。ゴシック調の闇に閉ざされた世界観とビジュアルが随所に散りばめられており、謎を含ませたストーリー展開などが特徴として挙げられる。
キャストには、マードック役のイギリス出身の演技派俳優ルーファス・シーウェルをはじめ、ジェニファー・コネリー、キーファー・サザーランド、ウィリアム・ハートなどが顔を揃えている。
ストーリー上、町全体は太陽のない「闇」に支配されているため、全体の約80%は夜のシーンである。
日本では劇場公開を経てビデオカセットで発売された際、ジャケットイメージが内容と一致せず内容が口コミで広まった結果、1998年の東京ファンタスティック映画祭に正式出品された。

## あらすじ
真夜中の安ホテルの一室。吊り照明が揺れる浴室のバスタブで男（ルーファス・シーウェル）は目を覚ますが、目に触れる景色にも鏡に映る自分の顔にも覚えがない。おぼつかない足取りのまま着替えてリビングでクローゼットを開くと外套の他にトランクがあり中から一枚の絵葉書が見つかる。そこには「シェル・ビーチ」と書かれていた。男の脳裏には、白いテラスと輝く青い海がフラッシュバックする。
突然、シュレーバー博士（キーファー・サザーランド）と名乗る男からの電話で追手から逃げるように指示された男は、ベッドの傍に若い女の死体を発見する。動転した男は階下に降りるが、入れ違いに黒づくめの一団がフロアに入ってくる。男は受付カウンターの前を過ぎようとして従業員から「マードックさん」と呼びかけられ、ダイナーで財布を落としたことを知る。マードックが3週間前からここに滞在していたことが判明する一方、家出したままの彼を待っていた妻のエマ（ジェニファー・コネリー）は、夫の主治医と名乗るシュレーバーに呼び出され、自身の浮気により夫が精神的に疲労してシュレーバーの治療を受けていたと説明されるが、マードックの行方はシュレーバーも知らないという。また、バムステッド警部（ウィリアム・ハート）は警察が連続娼婦殺人事件の犯人としてマードックを追いかけているとエマに伝える。
黒づくめの3人組に追い詰められたマードックは不思議な能力を発動し、敵を撃退する。「彼もチューンを使える」と驚愕した襲撃者たちは仲間と相談し、シュレーバーに治療の継続を命じる。謎を抱えたまま行く当ての無いマードックは財布の中にあった身分証の住所からアパートを訪れた。外套に入っていた鍵を使って入った部屋でエマと対面するが何も思い出せない。エマを訪問したバムステッドはマードックを捕まえようとするが逃げられる。彼が落としていった医者の名刺からバムステッドはシュレーバーに接触するが煙に巻かれてしまい、行き詰まって友人のワレンスキを訪問する。警察内部でも奇矯な言動を白い目で見られていたワレンスキは、異様な模様を描く部屋で「It's all just a big joke! It's a joke!」（全部ただの冗談だ！ 冗談だよ！）と叫ぶ。
朝の来ない、12時にならないと人間も機械も動き出さないダークシティの秘密とは何なのか。

## キャスト
| 役名                          | 俳優                     | 日本語吹替 | 日本語吹替   |
| 役名                          | 俳優                     | ソフト版   | フジテレビ版 |
| ----------------------------- | ------------------------ | ---------- | ------------ |
| ジョン・マードック            | ルーファス・シーウェル   | 堀内賢雄   | 堀内賢雄     |
| エマ・マードック / アンナ     | ジェニファー・コネリー   | 石塚理恵   | 石塚理恵     |
| ダニエル・P・シュレーバー博士 | キーファー・サザーランド | 大塚芳忠   | 大塚芳忠     |
| フランク・バムステッド警部    | ウィリアム・ハート       | 堀勝之祐   | 野沢那智     |
| ミスター・ハンド              | リチャード・オブライエン | 青山穣     | 千田光男     |
| ミスター・ブック              | イアン・リチャードソン   | 石森達幸   | 麦人         |

フジテレビ版：初回放送2003年1月25日『ゴールデンシアター』 21:00-22:54

## スタッフ
- 監督：アレックス・プロヤス
- 製作総指揮：マイケル・デ・ルーカ、ブルース・ウィッテン
- 製作：アレックス・プロヤス、アンドリュー・メイソン
- 脚本：アレックス・プロヤス、レム・ドブス、ほか
- 音楽：トレヴァー・ジョーンズ
- 撮影：ダリウス・ウォルスキー
- 編集：ダヴ・ホーニグ
- プロダクションデザイン：ジョージ・リドル、パトリック・タトポートス

## 評価
レビュー・アグリゲーターのRotten Tomatoesでは85件のレビューで支持率は75%、平均点は6.80/10となった。Metacriticでは23件のレビューを基に加重平均値が66/100となった。